# سیاست در افغانستان
سیاست در افغانستان در چارچوب حکمرانی طالبان به وقوع می‌پیوندد. طالبان در پی تصاحب قدرت در افغانستان، در ۷ سپتامبر ۲۰۲۱ یک حکومت سرپرست اعلام کردند.طالبان در نشست هایی که در دوحه قطر داشتند به هیچ یک از تعهدات شان عمل نکردند.

## رهبر عالی
هبت‌الله آخندزاده رهبر امارت اسلامی افغانستان است، در همه تصمیمات سیاسی، نظامی، مذهبی و انتصابات حکومتی صاحب اقتدار است. به عنوان رهبر عالی، بیشتر کار او در کنار شورای رهبری که بر کابینه افغانستان نظارت می‌کند انجام می‌شود. شورای رهبری همراه با آخندزاده افراد را به مناصب کلیدی درون کابینه منصوب می‌کند؛ کابینه شامل مناصب ریاست الوزرا، معاون ریاست الوزرا، وزیر خارجه، و وزیر داخله است.
در حال حاضر، رهبر عالی همچنین مسئول تعیین اهداف کلی کابینه افغانستان است، و به عنوان نقطه وحدت و رهبری در میان دسته‌های گوناگون طالبان عمل می‌کند. به خاطر مدارج هبت الله آخندزاده به عنوان یک مولوی و دانش فقه، او در میان طالبان به‌طور گسترده مورد احترام است و زین رو به عنوان چهره ای وحدت بخش دیده می‌شود.

## شورای رهبری
شورای رهبری یک شورای ۲۶ عضوی است که در حکومت بر افغانستان رهبر عالی را یاری می‌کنند. به گفته سخنگوی حکومت و معاون وزیر اطلاعات ذبیح‌الله مجاهد، شورای رهبری بر کابینه افغانستان نظارت خواهد کرد و تصمیمات کلیدی حکومتی را اتخاذ خواهد کرد. این شورا همچنین مسئول انتصاب رهبر عالی جدید در پی مرگ رهبر است، به هر روی معلوم نیست در پس   در سال ۱۴۰۰ همچنان از این اختیار استفاده کند.
این ساختار بازمانده آن امارت اسلامی افغانستانی است که از سال ۱۹۹۶ تا ۲۰۰۱ با رهبری ملا عمر بر شورا حکومت کرد. به هر روی این نظام همچنین با رهبری جمهوری اسلامی ایران و نظام حکومتی روحانیتی آن مقایسه شده. شورا خود بدنه اجرایی طالبان در جریان جنگ در افغانستان بود، و جهتگیری کلی این گروه را به عنوان یک شورشی تعیین می‌کرد.
بنا بر گزارش الجزیره در عمل کابینه افغانستان بی قدرت است و همه قدرت سیاسی در واقع بر عهده آخندزاده و شورای رهبری است، که در قندهار مستقر است.